# Reinhold Mitterlehner
Reinhold Mitterlehner (* 10. prosince 1955, Helfenberg, Horní Rakousy) je rakouský právník, politik a bývalý předseda Rakouské lidové strany (ÖVP). V úřadu rakouského spolkového kancléře, který zastával jen dočasně, jej následně nahradil opoziční kandidát Christian Kern (SPÖ).

## Životopis
Narodil se v Helfenbergu jako nejstarší ze šesti sourozenců.

### Politická dráha

#### Předseda Rakouské lidové strany
Po odstoupení předsedy Michaela Spindeleggera (ÖVP) byl od konce srpna roku 2014 do května roku 2017 rakouským předsedou lidovců (ÖVP). Po oznámení svého odchodu z čela strany byl v následných stranických volbách v Linci v červenci roku 2017 zvolen Sebastian Kurz.

#### Rakouský spolkový kancléř
Po podané demisi rakouského kancléře Wernera Faymanna (SPÖ) do rukou rakouského prezidenta Heinze Fischera po neúspěšných rakouských prezidentských volbách v roce 2016 a ztrátě důvěry svých straníků, byl Reinhold Mitterlehner dosazen z pozice rakouského vicekancléře a předsedy Rakouské lidové strany do úřadu rakouského kancléře. Již jako kancléř si zahrával s myšlenkou vypsání předčasných parlamentních voleb, k těm avšak došlo až za úřadování sociálnědemokratického kancléře Christiana Kerna v srpnu roku 2017.

### Osobní život
Reinhold Mitterlehner je ženatý a byl otcem celkem tří dětí. Se svojí ženou Annou Marií, kterou si vzal v roce 1992, má dvě dcery (tj. Elisabeth a Stefanie). Jeho nejstarší dcera z předchozího vztahu, Martina Nadlinger, zemřela v roce 2016 ve věku 38 let na rakovinu.